# West Is West (film fra 1920)
West Is West er en amerikansk stumfilm fra 1920 af Val Paul.

## Medvirkende
- Harry Carey som Dick Rainboldt
- Charles Le Moyne som Connors
- Ted Brooks som Kirby
- Ed Lattell som Herman Mendenhall
- Otto Nelson som Sim Wigfall
- Frank Braidwood som Billy Armstrong
- Arthur Millett som J.C. Armstrolng
- Adelaide Hallock som Mrs. Armstrong
- James O'Neill som Black Beard
- Scott McKee som Nagle
- Mignonne Golden som Katie Wigfall
- Jack Dill som Denjy
- Sue Mason som Judith Elliott